# Sycophila gracilis
Sycophila gracilis is een vliesvleugelig insect uit de familie Eurytomidae. De wetenschappelijke naam is voor het eerst geldig gepubliceerd in 1912 door Fullaway.